# Hybrid fibre-coaxial
Hybrid fibre-coaxial (HFC), vertaald: hybride glasvezel-coax, is een term in de telecommunicatieindustrie voor een netwerk waarbij zowel glasvezel als coaxkabel gebruikt wordt om breedbandverbindingen te realiseren. Het wordt veel gebruikt in kabeltelevisienetwerken. Doorgaans ziet een HFC-netwerk in België eruit zoals in het volgende schema:
Een HFC-netwerk in Nederland is doorgaans een zogenoemde 'mini-ster'.
Veelal ligt van het head end (kopstation/hoofdeinde) tot de optical nodes (wijkcentrale) een glasvezelverbinding. Vanaf de wijkcentrale tot de eindgebruiker ligt coax. De fiber optic nodes converteren het optische signaal naar een elektronisch signaal en terug zonder dit te interpreteren.
Over HFC-netwerken worden doorgaans meerdere diensten aangeboden zoals analoge televisie, digitale televisie (zowel standaarddefinitie als hd-tv), video on demand, telefonie en breedbandinternet.